# Rusko osvajanje Sibira
Rusko osvajanje Sibira bilo je rezultat ekonomskih, političkih i vojno-političkih težnji. 
Osvajanje Sibira jedan je od najvećih ruskih pothvata ikada. To je bio rezultat želje careva, da se odagna vojna prijetnja iz smjera Sibira i da se poveća ekonomski utjecaj. Osvajanje je započelo 1580. godine. Pokretačka sila u društvu bili su Kozaci, pod svojim vođom Jermakom Timofejevičem te litavski i njemački odbjegli kmetovi, koji su bježali od ruskih zemljoposljednika Stroganova, koji su ih tlačili. Kozaci su pobijedili u bitkama protiv Sibirskog Kanata i širili su ruski utjecaj.
Tijekom 15. i 16. stoljeća, Rusija je ratovala s Mongolima i Tatarima. Pobijedila je i osvojila područja oko Astrahana i Kazana. Rusi su imali veliki strah od Mongola, poučeni pustošenjima Mongola u prošlosti pa su željeli osvojiti područja pod mongolskom vlašću, da smanje njihov utjecaj, a povećaju svoj.
Godine 1639., Rusi su došli do Tihoga oceana. S vremenom, osvojili su cijelu sadašnju regiju ruskoga Dalekoga istoka, a 1860. godine, osnovali su grad Vladivostok na krajnjem istoku. Također je Rusija osvojila središnju Aziju.
Jedan od gospodarskih razloga za osvajanje Sibira bila je ovisnost o razvoju trgovine krznom. Također, veliki zemljoposjednici željeli su steći nova područja i zaustaviti bijeg kmetova, koji su bježali u stepe Južne Rusije i na istok.